# Грашнова, Мартина
Мартина Данишова-Грашнова (словац. Martina Danišová-Hrašnová; 21 марта 1983, Братислава) — словацкая легкоатлетка, специализирующийся в метании молота. Призёр чемпионатов мира и Европы.

## Карьера
Первоначально Мартина Храснова специализировалась в метании диска, но позднее приняла решение сфокусироваться на метании молота. В этом виде она завоёвывали медали юношеских первенств Европы и мира в 2001 и 2002 годах соответственно. В 2001 году дебютировала на чемпионатах мира, но в Эдмонтоне заняла только 23-е место.
В августе 2003 года в допинг-пробе словачки был обнаружен запрещённый препарат нандролон. В результате этого она была дисквалифицирована на два года и пропустила Олимпиаду в Афинах.
После возвращения в большой спорт в 2006 году Храснова заняла 26-е место на чемпионате Европы в Гётеборге и 13-е на мировом чемпионате в Осаке.
На Олимпиаде в Пекине словачка показала третий результат в квалификации, послав молот на 72.87. Но в финале она выступила не особо успешно — с броском на 71 метр она заняла лишь восьмое место. В том же году на легкоатлетическом финале заняла второе место, уступив только Ипси Морено.
В 2009 году Храснова установила личный рекорд — 76.90 и завоевала бронзовую медаль чемпионата мира, который проходил в Берлине. В своей лучшей попытке она метнула молот на 74.79 м. После завоевания медали мирового первенства словацкая метательница прервала карьеру и ушла в декретный отпуск.
После второго возвращения в спорт Храснова завоевала серебро чемпионата Европы 2012 года. С результатом 73.34 она уступила только польке Аните Влодарчик.
На лондонской Олимпиаде словачка выступила неудачно. В лучшей квалификационной попытке она метнула молот всего на 68.41, что принесло ей всего лишь 20-е место и не позволило пробиться в финал. Похожий результат она показала и на московском чемпионате мира — метнув в квалификации всего на 68 метров она заняла только 21-е место.
В 2014 году на Чемпионате Европы в Цюрихе 2 место с результатом 74.66м.